# Onthophagus quadraticeps
Onthophagus quadraticeps es una especie de insecto del género Onthophagus, familia Scarabaeidae, orden Coleoptera.

Fue descrita científicamente por Harold en 1867.